# فرست موشن پیکچر یونیت
یگان پایگاه هجدهم نیروی هوایی نیروی زمینی (انگلیسی: 18th AAF Base Unit؛ یگان تصویر متحرک)، که در ابتدا با عنوان فِرست موشن پیکچر یونیت (انگلیسی: First Motion Picture Unit)، نیروی هوایی نیروی زمینی شناخته می‌شد، یگان تولید فیلم اصلی نیروی هوایی ارتش ایالات متحده (AAF) در طول جنگ جهانی دوم بود و اولین واحد نظامی بود که به‌طور کامل از متخصصان صنعت فیلم تشکیل شده بود. این یگان بیش از ۴۰۰ فیلم آموزشی و تبلیغاتی تولید کرد که به‌دلیل آموزنده بودن و همچنین سرگرم‌کنندگی، مورد توجه قرار گرفتند. فیلم‌هایی که این واحد به‌واسطهٔ آنها شناخته می‌شود عبارتند از مقاومت در برابر بازجویی دشمن، ممفیس بله: داستان یک قلعه پرنده و آخرین بمب—که همگی در سینماها اکران شدند. بازیگران باسابقه‌ای مانند کلارک گیبل، ویلیام هولدن، کلیتون مور، رونالد ریگان، و دی‌فارست کلی و کارگردانانی مانند جان استرجس در یگان پایگاه هجدهم نیروی هوایی ارتش خدمت کردند. این واحد همچنین دستی در تولید فیلم‌های آموزشی و آموزش به فیلمبرداران حاضر در نبرد داشت.
فرست موشن پیکچر یونیت همچنین نام مستندی همنام دربارهٔ این یگان است که در سال ۱۹۴۳ توسط کن کارپنتر، گویندهٔ رادیو و تلویزیون، تولید شد.

## پیش‌زمینه
هنگامی که ایالات متحده در دسامبر ۱۹۴۱ وارد جنگ جهانی دوم شد، سپاه هوایی بخشی از ارتش بود و تولید فیلم متحرک بر عهدهٔ سپاه سیگنال ارتش بود. ژنرال «هپ» آرنولد، فرماندهٔ نیروی هوایی ارتش آمریکا معتقد بود که تشکیل یک نهاد مستقل فیلم‌سازی به استقلال این سرویس هوایی کمک می‌کند. در جلسه‌ای در مارس ۱۹۴۲، ژنرال آرنولد، جک ال. وارنر، رئیس برادران وارنر، هال والیس، تهیه‌کننده، و اوون کرامپ، فیلمنامه‌نویس، را مأمور ایجاد این واحد کرد. وارنر به درجهٔ سرهنگ دومی و کرامپ به درجهٔ کاپیتانی نائل شدند، اما والیس، که در آن زمان مشغول تولید فیلم کازابلانکا بود، این پیشنهاد را نپذیرفت. کمبود شدید خلبانان و افراد استخدام‌شده موجب نگرانی ارتش بود. آرنولد به وارنر گفت که به ۱۰۰٬۰۰۰ خلبان نیاز دارد و با برادران وارنر برای تولید و انتشار یک فیلم استخدامی قرارداد بست؛ فیلمی که تحت عنوان بر بال‌های خود پیروز شو شناخته می‌شود.
فیلم بر بال‌های خود پیروز شو را جان هیوستون و اوون کرامپ کارگردانی کردند و جیمز استوارت نیز در آن به ایفای نقش یک خلبان بی‌پروا پرداخت. تصویر مردانهٔ استوارت تصور عمومی از هوانوردان نظامی را تغییر داد. این فیلم که ساخت آن تنها در دو هفته به پایان رسید، موفقیت بزرگی بود و به گفتهٔ ژنرال آرنولد در جذب ۱۰۰٬۰۰۰ هوانورد نقشی اساسی داشت. پیش از فعال‌شدن فرست موشن پیکچر یونیت، برادران وارنر چندین فیلم تولید کرد که مهم‌ترین آنها مردان آسمان، فراتر از مرز وظیفه و تفنگچی پشتی بودند.

## شکل‌گیری
موفقیت بر بال‌های خود پیروز شو منجر به شکل‌گیری تقاضای برای فیلم‌های آموزشی و استخدامی شد که تحقق بخشیدن به آن برای برادران وارنر دشوار بود. جک وارنر روند توسعهٔ ساختار سازمانی یک یگان مستقل برای ساخت فیلم سینمایی را آغاز کرد. مأموریت دوگانهٔ یگان تولید شامل ساخت فیلم‌های آموزشی و روحی و تربیت فیلمبرداران حاضر در نبرد بود. قرار بود این درجه‌های نظامی به متخصصان صنعت فیلم داده شود و این نخستین بار در تاریخ بود که چنین واحدی تشکیل می‌شد.

استودیو هال روچ؛ اجاره‌شده توسط ستاد مرکزی، یگان پایگاه هجدهم نیروی هوایی ارتش

در ۱ ژوئیهٔ ۱۹۴۲، فرست موشن پیکچر یونیت به یکی از یگان‌های فعال نیروی هوایی ارتش ایالات متحده تبدیل شد. کارکنان کلیدی این یگان که کارکنان اولیهٔ یگان را تشکیل می‌دادند شامل سرهنگ دوم وارنر به‌عنوان افسر فرمانده، سروان کرامپ، سروان ناکس منینگ، ستوان دوم ادوین گیلبرت، ستوان دوم رونالد ریگان و سرجوخه اورن دبلیو. هاگلند بودند. در ابتدا این واحد فعالیت خود را خارج از دفاتر برادران وارنر در بربنک، کالیفرنیا پیگیری می‌کرد و سپس به استودیو ویتاگراف در هالیوود نقل مکان کرد. با این حال، به استودیوهای ویتاگراف رسیدگی نشده بود و مشخص شد که برای تولید فیلم در مقیاس مورد نیاز این یگان، کافی نیست. کرامپ به‌طور اتفاقی به استودیو هال روچ در شهر کالور برخورد کرد. به گفتهٔ مارک بتانکور، نویسنده، این استودیو دارای امکاناتی بی‌نقص بود:
این استودیو هرآنچه برای ساخت فیلم مورد نیاز بود را دارا بود: شش صحنهٔ صوتی به اندازه یک انبار، اتاق‌های نگهداری، محل‌هایی برای تدوین، بخش‌های لباس و گریم، و حتی یک صحنهٔ فضای باز که مشابه یک خیابان شهری ساخته شده بود … این مجموعه ۱۴ هکتار وسعت داشت و دارای چندین ساختمان بود…
در ماه اکتبر، این یگان به استودیو هال روچ نقل مکان کرد؛ جایی که عوامل یگان آن را «قلعه روچ» می‌نامیدند. وارنر مجدداً به ادارهٔ شرکت خود مشغول شد،: ۱۱۰ و سرهنگ دوم پل مانتز نیز به سمت افسر فرمانده منصوب شد.